# 共犯 (2013年電影)
是一部2013年上映的韓國驚悚電影，故事交織著親情和罪惡。由电影《你是我的命運》《我的愛在我身邊》的副导演鞠東碩创作剧本并执导，主演孫藝真和金甲洙是繼2006年電視劇《戀愛時代》後再次飾演父女。電影上映不足兩週，累積入場人數已超過133萬。

## 剧情概要
在震驚全韓國的兒童誘拐殺人案件在公訴時效到期15天前，多恩（孫藝真飾）聽到犯人聲音後開始懷疑自己父親順滿（金甲洙飾），女兒為了追尋真相，對深愛自己的父親展開暗中調查。

## 演员阵容

### 主要人物
- 孫藝真 饰演 鄭多恩
- 金甲洙 饰演 鄭順滿

### 其他人物
- 林炯俊 饰演 沈俊榮
- 金光奎 饰演 張刑警
- 朴朱容 饰演 崔勇柱
- 朴思朗 饰演 童年多恩
- 河庆民 饰演 孙光民
- 崔恩錫 饰演 金刑警
- 金浩昇 饰演 闵刑警
- 刘泰善 饰演 刑警同事
- 金泰利 饰演 美善的母亲
- 李善雅 饰演 江南女子1
- 朴延斗 饰演 电影里的父亲
- 刘智妍 饰演 电影里的母亲
- 郑敏圣 饰演 骚扰的男子
- 赵有信 饰演 神父
- 朴志涓 饰演 女记者
- 全珍宇 饰演 急诊室医生
- 金胜勋 饰演 派出所巡警
- 金道妍 饰演 地铁女子

### 特别出演
- 姜信日 饰演 韓尚秀
- 徐甲淑 饰演 沈美玉
- 林钟允 饰演 金教授
- 李奎翰 饰演 金宰慶
- 趙安 饰演 延寶蘿

## 奖项荣誉
2014年：第34届韩国黄金摄影奖
- 最佳男配角（林炯俊）

## 外部連結
- NAVER上《共犯》的資料
- Daum上《共犯》的資料

- 韩国电影数据库（KMDb）上《共犯》的資料
- 互联网电影数据库（IMDb）上《共犯》的资料（英文）
- 豆瓣电影上《共犯》的資料 （简体中文）
- Yahoo奇摩電影上《共犯》的資料（繁體中文）
- 開眼電影網上《共犯》的資料（繁體中文）
- Box Office Mojo上《共犯》的资料（英文）
- 爛番茄上《共犯》的資料（英文）